# Micropustulomyces mucilaginosus
Micropustulomyces mucilaginosus är en svampart som beskrevs av R.W. Barreto 1995. Micropustulomyces mucilaginosus ingår i släktet Micropustulomyces, ordningen Capnodiales, klassen Dothideomycetes, divisionen sporsäcksvampar och riket svampar.   Inga underarter finns listade i Catalogue of Life.